# These
Die These (von altgriechisch θέσις thésis, deutsch ‚aufgestellter Satz, Behauptung‘) bezeichnet eine zu beweisende Behauptung oder einen Leitsatz. Die Gegenbehauptung kann eine Antithese sein.

## Definition
Eine These ist ein Gedanke oder Satz, dessen Wahrheitsinhalt eines Beweises bedarf. Der Verfasser einer These behauptet die Wahrheit. Ist die These nicht haltbar, muss sie verworfen werden. Andernfalls kann an der These festgehalten werden. Allgemein aufgefasst ist eine These eine Aussage, die das Wesentliche aus einem Komplex von Aussagen pragmatisch hervorheben bzw. zur Geltung bringen soll. Wenn eine These falsch ist, kann auch keine Art der Beweisführung sie begründen. Die Beweisführung hängt von der Art der dazu geeigneten Regeln ab (siehe unten).
Der Unterschied zwischen einem Theorem und einer These fällt in den pragmatischen Bereich der Lehre von der Aussage.
Eine Arbeitsthese ist eine vorläufig aufgestellte These.
Der Unterschied zwischen These, Theorem und Theorie soll nun anhand eines Beispiels dargestellt werden:
- Theorie: Die mikroökonomische Theorie beschäftigt sich mit den Entscheidungen von und in Einzelwirtschaften
- Theorem: Innerhalb des Geltungsbereichs der mikroökonomischen Theorie formulierte Coase das berühmte Coase-Theorem. Es beschreibt, wie – unter bestimmten Bedingungen der Theorie – die Märkte mit externen Effekten umgehen.
- These: Ein anderer Wissenschaftler möchte nun auch ein gültiges Theorem entwickeln und stellt dazu eine These auf, die er aber erst noch beweisen muss. Wenn selbst die These an sich schon wissenschaftlich strittig ist bzw. auf strittigen Grundannahmen aufbaut, bildet er zunächst nur eine sog. Arbeitshypothese.

## Geschichte des Begriffs
Der Begriff der These stammt aus der antiken Philosophie. In einer dialektischen Auseinandersetzung stellt die These die Einstellung des Befragten (XYZ ist der Fall oder XYZ ist nicht der Fall) dar, die er über den Zeitraum der Auseinandersetzung beibehält. Bei dem Frage-Antwort-Spiel ist es das Ziel des Fragenden den Befragten zum Abrücken von der These zu bringen, indem er ihn in Widersprüche verstrickt. Aus diesem Grund ist Aristoteles der Meinung, dass bei der dialektischen Auseinandersetzung das logische Schließen geübt werde. In diesem Sinne ist die These also das Aufstellen einer Behauptung.
Gelegentlich sorgen Thesen für viel Zündstoff, wie etwa im Jahre 1517 die 95 Thesen von Martin Luther gegen die Ablasspraxis. Ursprünglich waren diese Thesen als Anlage einem Brief an den Erzbischof von Mainz und Magdeburg beigefügt. Die 95 Thesen sind im Stil von Disputationsthesen formuliert, wie sie zu dieser Zeit bei akademischen Promotionen üblich waren, und wurden in Latein geschrieben. Die Veröffentlichung von Luthers 95 Thesen war eines der bedeutendsten Ereignisse in der Frühen Neuzeit mit einer unvorhersehbaren Langzeitwirkung. Von Historikern wird die Veröffentlichung dieser Thesen als Auslöser der Reformation in Deutschland betrachtet.
Immanuel Kant stellt in den vier Antinomien der reinen Vernunft der These jeweils eine Antithese gegenüber. Kant argumentiert dafür, dass man die These sowie die Antithese gut begründen könne. Deshalb könne weder die These noch die Antithese richtig sein. Vielmehr verstricke sich die Vernunft zwangsweise in Widersprüche, wenn sie über die Seele, das Weltganze oder Gott nachdenke und beispielsweise für den freien Willen (These) oder für den Determinismus (Antithese) argumentiere. Johann Gottlieb Fichte ist hingegen in der Grundlage der gesamten Wissenschaftslehre der Ansicht, dass mittels der Synthese das Gleich in den Gegensätzen der These und Antithese aufgesucht werden könne. Fichte führt das Spiel von These, Antithese und Synthese an den Begriffen des Ich und Nicht-Ich vor.

## These als Begriff in anderen Sprachen
In Frankreich bezeichnet These auch die Dissertation (thèse de doctorat), ähnlich wie thesis im angelsächsischen Sprachraum.